# Nepřechodné sloveso
Nepřechodné (intranzitivní nebo též bezpředmětové) sloveso je takové sloveso, které nepotřebuje předmět a má plný význam zcela samo, jedná se tedy o sloveso s nižší valencí. Opakem je přechodné sloveso.
Příkladem intransitivních sloves jsou slovesa jít, odpočívat, stárnout či zemřít.
Příklad rozlišení nepřechodného a přechodného slovesa:
- slunce svítí = nepřechodné (intranzitivní)
- on myje (koho, co) nádobí = přechodné (tranzitivní)